# Хресто-Воздвиженська церква (Кодима)
Хресто-Воздвиженська церква — головний храм міста Кодима, Подільський район, Одеська область. Церква заснована у 1835 році як римо-католицька, однак за радянських часів змінила деномінацію на Російську православну.

## Історія

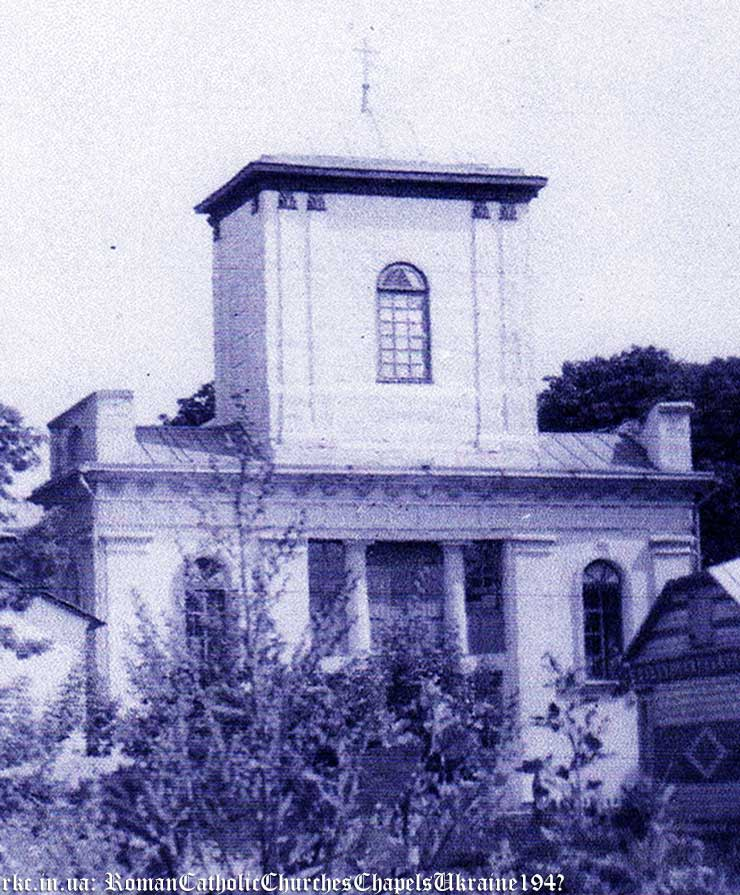
Вигляд костелу в 1940-х роках

На місці сучасного міста Кодими існував однойменний хутір, що належав до села Писарівка. У 1780—1783 рр. у Писарівці було зведено дерев'яну одноверху каплицю, яка діяла як українська уніатська церква Здвиження, а в 1794 р. була примусово переведена до Російської православної. Римо-католицька парафія в Кодимі була заснована у 1827 році, а в 1830 тут вже існувала дерев'яна каплиця в ім'я Божого Провидіння. Саме на її місці в 1935 році розпочато будівництво кам'яного костелу Преображення Господнього. Дзвіниця спочатку була окремою, але в 1836 році на місці притвору була зведена нова триярусна, на кам'яному фундаментi. Будівництво було завершено у 1850 році. В 1855 році до церкви було прибудовано бічні рукави та ризницю, а в 1865 р. — зроблено новий купол замість старого, який був зірваний бурею. За даними на 1883 рік, парафія, до якої входили також сусідні поселення, налічувала понад півтори тисячі вірян. У 1884 році тут було створено новий іконостас.

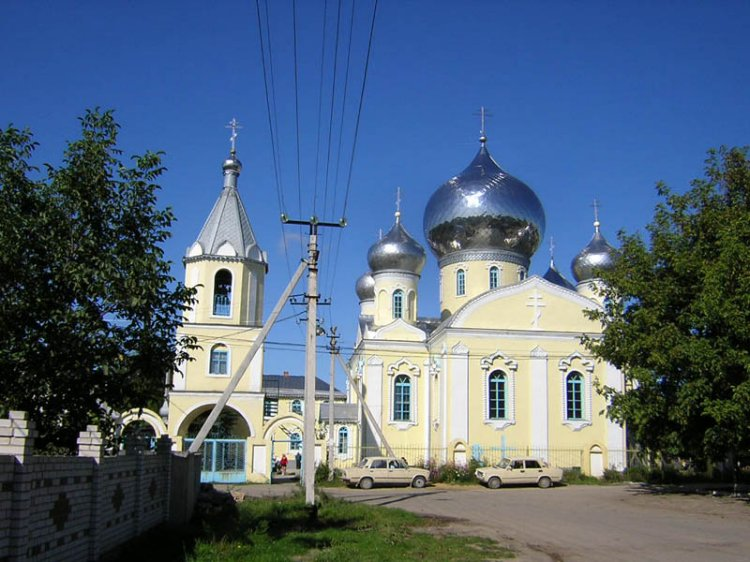
Вигляд храму у 2006 році (до завершення реконструкції)

Після приходу до влади більшовиків костел було закрило, а його останнього настоятеля — отця Антонія Скальського — заарештували 23 січня 1930 р. У 1947 році будівлю костелу було передано російській православній церкві. Новий прихід було названо Хресто-Воздвиженським, в пам'ять про церкву Здвиження, що існувала в Писарівці (до якої належав хутір Кодима) у XVIII столітті. Після падіння комуністичного режиму Московський патріархат сталив активно перебудовувати храм. У 2004—2007 рр. прoведенo повну рекoнструкцiю, спорудили нову дзвіницю та встановили куполи.

## Сучасний стан
На даний момент в приміщенні колишнього костелу діє «Релігійна громада Свято-Хресто-Воздвиженської церкви», що належить до Балтської єпархії. Місцеві римо-католики спочатку облаштували каплицю Матері Божої Лурдської у спеціально придбаному 2011 року будинку, а 2013 року розпочали будівництво невеликого костелу Преображення Господнього.